# Castillo de Alhabar

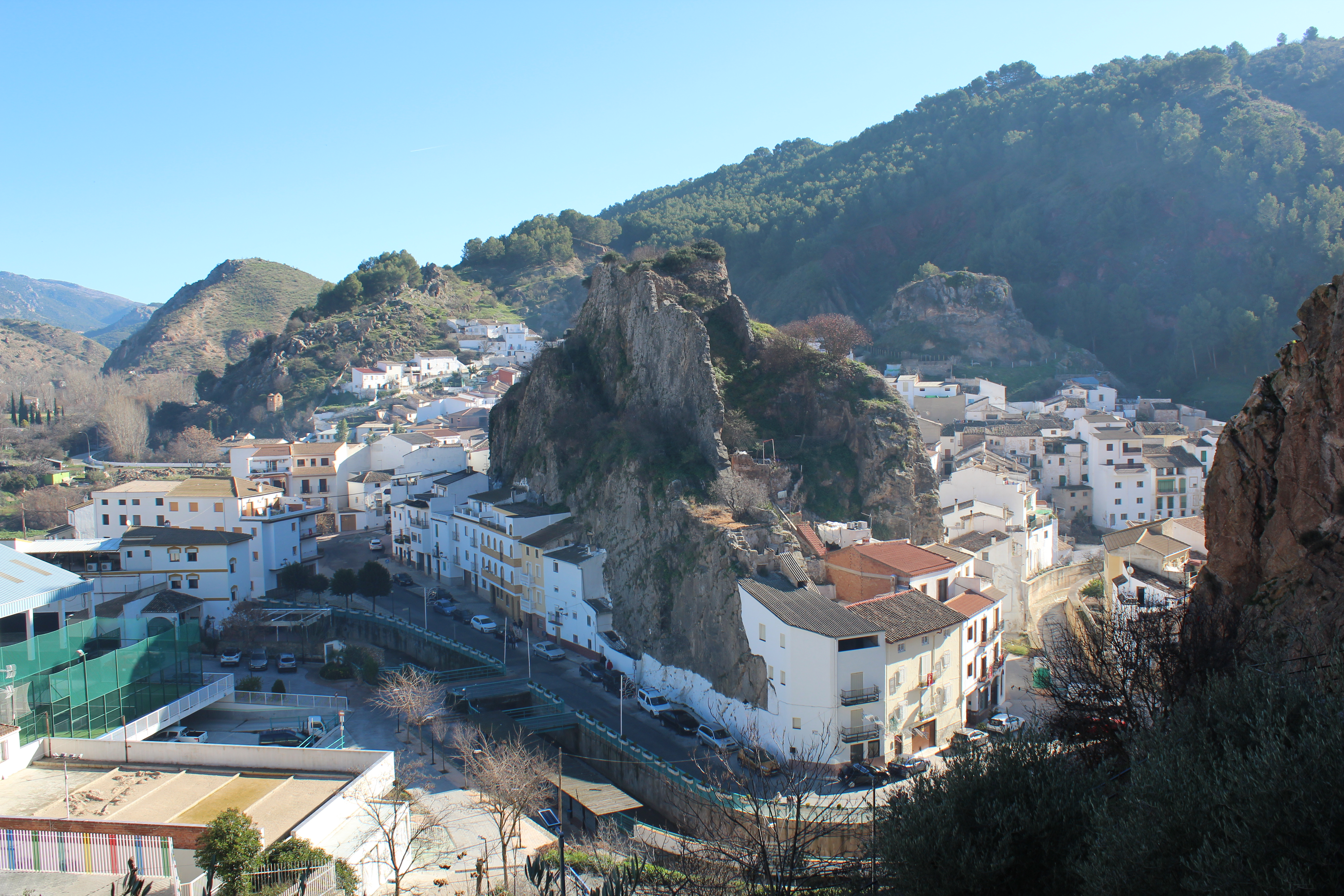
Vista general de Cambil y del Castillo de Alhabar.

El castillo de Alhabar se encuentra enclavado en un farallón rocoso del mismo nombre situado en el mismo pueblo de Cambil, (provincia de Jaén), frente al castillo y al Este del río que le da nombre a la localidad. Probablemente fue construido en el siglo XIII.

## Descripción
Ocupa toda la meseta superior del farallón, que presenta una fuerte pendiente, y murallones naturales que cierran los lados mayores del rectángulo (Sur y Norte, respectivamente). Debido a esto, los restos de estructuras, muy deterioradas, se limitan a las fachadas Este y Oeste.
La planta de la edificación es rectangular, marcada por la forma de la roca sobre la que se asienta, en el espacio interior cabe destacar la existencia de dos niveles que fueron realzados por obra humana: uno central que hace las veces de alcazarejo y otro periférico. 
La obra visible en el interior del castillo es tosca, de mampostería menuda y abundante mortero de yeso.

## Historia
Según J. Vallvé y F. Vidal tanto "Qanbil" como Alhabar aparecen citados por primera vez en el s. XII por un problema de aguas. Este hecho indica que en ese momento existían dos pequeñas aldeas (Cambil y Alhabar) separadas por el río Cambil. Cada una estaba protegida por un pequeño castillo que posiblemente era poco más que la cima de los farallones que ocupan, con algún refuerzo.
No parece probable que existiera en la época de las conquistas de Fernando III. Quizá daten de la estructuración de la primera frontera nazarí (1.246).
Con posterioridad, aparecen en la "Crónica de Alfonso XI" (primera mitad del s. XIV), en la que se indica que el Infante Don Pedro conquistó los castillos de Cambil y Alhabar. A partir de ese momento, la mayor parte de los documentos y crónicas en los que aparecen citados se refieren a las luchas fronterizas entre el Reino Nazarí y Castilla. Primero, al ser recuperadas por los nazaríes durante la guerra de Pedro I (1350-1369) y el Infante Enrique de Trastámara, cuando los nazaríes actuaron contra Jaén, ciudad trastamarista, aliados con el rey castellano.
Después, son objeto de distintos ataques, especialmente por parte del Condestable Don Miguel Lucas de Iranzo en 1462 y 1471, que fracasaron. 
En 1485, los Reyes Católicos, empeñados ya en la definitiva conquista de Granada, tomaron Cambil y Alhabar. Esta empresa se llevó a cabo con tan sólo 12 jornadas de cerco, por la abundante artillería que Fernando el Católico hizo concentrar frente a la fortaleza con el auxilio de un ejército de zapadores. En las crónicas de Fernando del Pulgar aparece también con la grafía Harrabal. 
La importancia que para la línea defensiva de los nazaríes tenían estos dos enclaves queda patente con el hecho de que su caída en manos castellanas provocó el inmediato abandono de la fortaleza de Arenas.
El 21 de septiembre de 1486, los Reyes Católicos conceden los castillos de Cambil y Alhabar con sus jurisdicciones a la ciudad de Jaén, a la cual pertenecieron hasta que Felipe II emancipó a Cambil (que ya había englobado a Alhabar) el 19 de abril de 1558.
Militarmente estaba supeditado al Castillo de Cambil, aunque constituyese alcaidía autónoma en época musulmana.